# Limnophora rufimana
Limnophora rufimana este o specie de muște din genul Limnophora, familia Muscidae. A fost descrisă pentru prima dată de Gabriel Strobl în anul 1893. Conform Catalogue of Life specia Limnophora rufimana nu are subspecii cunoscute.